# أولاد الحاج كبدانة (مداغ)
أولاد الحاج كبدانة هي إحدى مشيخات المملكة المغربية، تتبع جغرافيا لإقليم بركان وإداريًا لمداغ. يقدر عدد سكانها بـ 1592 نسمة حسب الإحصاء الرسمي للسكان والسكنى لسنة 2004.